# Саковичи герба Корвин
Сако́вичи герба «Корвин» (изменённый) — шляхетский род Великого княжества Литовского, представители которого занимали в XVII—XVIII веках важные государственные посты и проживали в Ошмянском, Менском, Лидском и Витебском поветах. Владели там многими имениями, в том числе Лешно в Виленском воеводстве.

## Представители
- Адам Матей Сакович (? — 23 марта 1662) — подкоморий ошмянский в 1628 году, виленский подвоевода в 1633—1640 годах и конюший в 1645 году, староста ошмянский в 1649 году, воевода смоленский с 1658 года, одновременно администратор скарба ВКЛ с 1659 года. Многократный посол на сеймы и депутат Трибунала ВКЛ от Ошмянского и Менского поветов. Владел местечком Зембин и его окрестными деревнями в Менском повете, имениями в Ошмянском повете.
- Андрей Сакович — подчаший жемайтский и подстароста ковенский в 1638 году.
- Владислав Сакович.
  - Людвик Сакович (? — 1756) — писарь скарбовый ВКЛ с 1722 года.